# Anker Jørgensen
Anker Henrik Jørgensen, född 13 juli 1922 i Köpenhamn, död 20 mars 2016 i Köpenhamn, var en dansk socialdemokratisk politiker som var Danmarks statsminister från 1972 till 1973 samt från 1975 till 1982.
Jørgensen hade varit fackligt aktiv sedan 1950 när han blev lokalpolitiker i Köpenhamn 1961-1964, ledamot av Folketinget 1964-1994 och senare socialdemokratisk partiordförande 1972-1987. Han var därefter statsminister 1972-1973 och 1975-1982 samt utrikesminister under en kort period 1978.

## Biografi
Anker Jørgensen växte upp utan sina föräldrar på barnhem. Han började arbeta fjorton år gammal. Facklig karriär under 1950- och 1960-talet förde honom in i dansk politik. Utnämningen till partiordförande och statsminister, efter Jens Otto Krag 1972, var något av en överraskning även för politiska bedömare.
Från att ha tillhört Socialdemokraternes vänsterflygel blev Anker Jørgensen en pragmatisk, samarbetsinriktad politiker. Danmark brottades med svåra ekonomiska bekymmer under hans regeringstid och regeringsunderlaget sviktade efter hand. Genom en uppgörelse i augusti 1978 bildade Jørgensen en regering där det borgerliga partiet Venstre ingick. Bland annat den fackliga delen av dansk arbetarrörelse reagerade mycket kraftigt på regeringsuppgörelsen över den traditionella blockgränsen.
1991, före USA:s anfall mot Irak, åkte Jørgensen till Bagdad och förhandlade med Saddam Hussein om den danska gisslan, som uppgick till 38 personer inklusive de danska diplomaterna. Han lyckades i första omgången hemföra 16 personer och de återstående kom hem i olika omgångar före julhelgen.